# Hyde (Greater Manchester)
Hyde is een plaats in het bestuurlijke gebied Tameside, in het Engelse graafschap Greater Manchester. De plaats telt 31.253 inwoners.

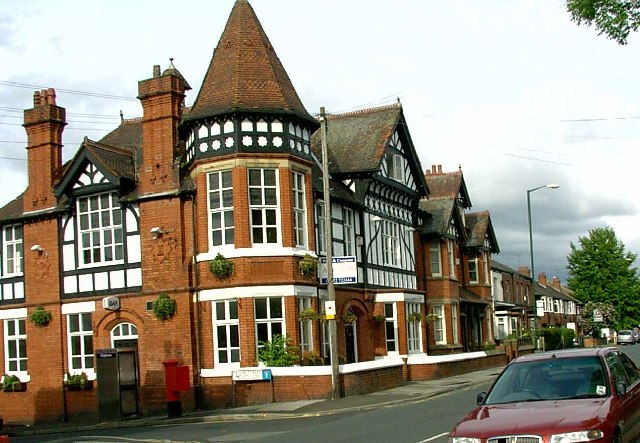
Bankfield Hotel